# Choosing a Husband
Choosing a Husband è un cortometraggio muto del 1909 diretto da David W. Griffith, cui si deve anche la sceneggiatura. Prodotto e distribuito dalla Biograph Company, il film uscì nelle sale il 30 dicembre 1909. Aveva come interprete principale l'attrice Florence Barker.

## Trama
Quella che deve scegliersi un marito è Gladys, corteggiata da quattro pretendenti. Per metterli alla prova, la ragazza li fa incontrare da soli, una alla volta a turno, con la sorella più giovane. Va a finire che tutti e quattro si mettono a corteggiare anche la sorellina e Gladys decide di fidanzarsi con il suo vero amore, un giovanotto ritornato a casa dopo un viaggio all'estero.

## Produzione
Il film fu prodotto dalla Biograph Company.

## Distribuzione
Distribuito dalla Biograph Company, il film - un cortometraggio di 162 metri - uscì nelle sale statunitensi il 30 dicembre 1909. Nelle proiezioni, veniva programmato con il sistema dello split reel, accorpato in un'unica bobina con un altro cortometraggio prodotto dalla Biograph e diretto da Griffith, The Day After.